# Gilden Kölsch

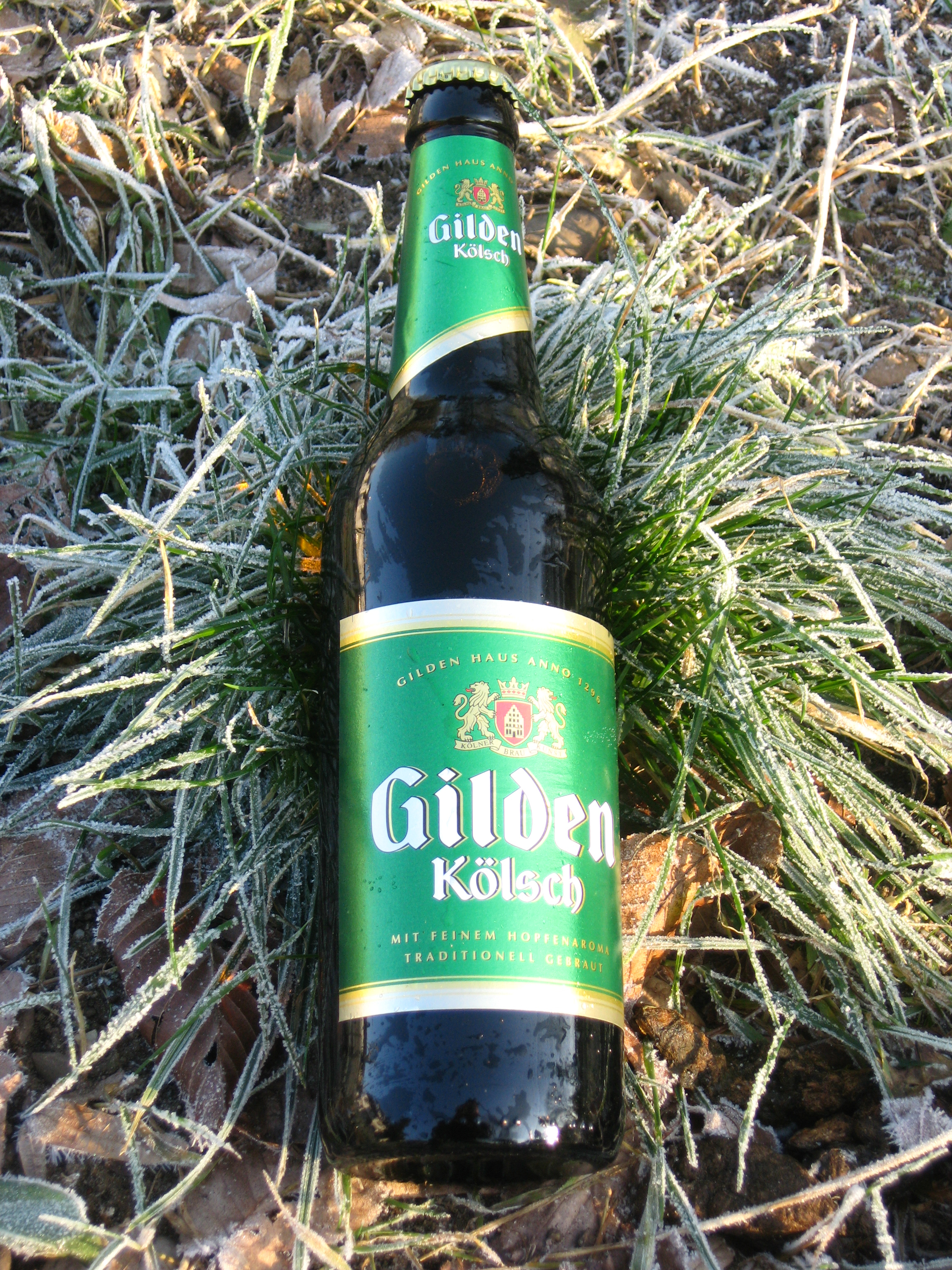
0,5 Liter Flasche Gilden Kölsch

Gilden Kölsch ist eine Kölsch-Marke der  Haus Kölscher Brautradition und gehört damit zur Radeberger Gruppe des Oetker-Konzerns.

## Geschichte
Gilden Kölsch geht auf eine 1863 gegründete Brauerei der Witwe von Franz Lülsdorf zurück, die der Bierbrauer Michael Greven 1869 übernahm. Er heiratete 1870 Wilhelmine Roleff und starb 1880. Seine Witwe heiratete 1882 ihren Braumeister Adam Balsam, einen Verwandten ihres verstorbenen Mannes. 1890 wurde die neue Brauerei Balsam OHG in der Bergisch-Gladbacher-Str. 122–134 in Köln-Mülheim errichtet. 
Wegen des sinkenden Bierabsatzes nach dem Ersten Weltkrieg fusionierte 1919 die Balsam Brauerei AG mit der Bergischen Löwen-Brauerei AG zur Balsam Bergische Löwen-Brauerei AG, ab 1961 Bergische Löwen-Brauerei GmbH & Co. KG. Diese wurde 1967 von der Dortmunder Union-Brauerei (DUB) (ab 1988 Brau und Brunnen AG) übernommen und am 1. Juli 2002 in Kölner Verbund Brauereien GmbH & Co KG umbenannt. 
Die meisten Kölsch-Marken werden ausschließlich mit Gerstenmalz gebraut. Eine Ausnahme ist Gilden Kölsch mit einem Anteil von 30 % Weizenmalz. Eine weitere Kölsch-Marke mit einem Anteil von Weizenmalz war Rats Kölsch.
Gilden Kölsch war von 1998 bis 2020 Trikotsponsor des Eishockeyclubs Kölner Haie und Kölsch-Lieferant in der Lanxess Arena.

## Haus Kölscher Brautradition

Haus Kölscher Brautradition, Kölsch-Marken der Radeberger-Gruppe

Bereits Brau und Brunnen hatte damit begonnen, alle ihre Kölsch-Marken zur Gilden Kölsch Brauerei zu verlagern. Nach der Übernahme durch die Radeberger Gruppe im Jahr 2004 wurden hier alle Kölsch-Marken der Radeberger Gruppe unter einem Dach zusammengefasst und 2011 die Brauerei in Haus Kölscher Brautradition GmbH umbenannt. Als bisher letzte Akquisition wurde zum 1. Januar 2014 Dom Kölsch übernommen.
2019 teilte die Radeberger-Gruppe das Aus für den Standort in Mülheim mit.  Die Produktion des Bieres und der Sorten der Haus Kölscher Brautradition GmbH erfolgt seit Oktober 2020 durch Früh Kölsch in Feldkassel. Früh und Radeberger bleiben jedoch weiterhin eigenständig. Nach dem Verkauf des Brauerei-Geländes in Köln-Mülheim hat das Unternehmen seinen Sitz in die Kölner Innenstadt verlegt und ist dort weiter als Biervertriebsgesellschaft tätig. Dabei gelten als „Strategische Marken“ (Stand Juli 2025): Dom Kölsch, Gilden Kölsch, Peters Kölsch und Sion Kölsch
Marken
- Dom Kölsch
- Gilden Kölsch
- Küppers Kölsch
- Peters Kölsch
- Sester Kölsch
- Sion Kölsch

Ehemalige Marken
- Ganser Kölsch
- Grenadier Kölsch
- Hansa Kölsch
- Kurfürsten Kölsch (bis 2011)[6][7]
- Rats Kölsch